# Tronba
Tronba (tiếng Ả Rập: ترنبة) là một ngôi làng Syria nằm ở Saraqib Nahiyah ở huyện Idlib, Idlib. Theo Cục Thống kê Trung ương Syria (CBS), Tronba có dân số 3623 trong cuộc điều tra dân số năm 2004.